# Colección Menil
La Colección Menil (en inglés: The Menil Collection) es un museo ubicado en la ciudad de Houston (Estados Unidos). Alberga una colección privada de arte de unas 17 000 obras,  pinturas, esculturas, grabados, dibujos, fotografías y libros raros aportados por los fundadores de la colección, John de Menil y Dominique de Menil.
Los fondos del museo incluyen obras de principios a mediados del siglo XX de Yves Tanguy, René Magritte, Max Ernst, Man Ray, Marcel Duchamp, Henri Matisse, Jackson Pollock y Pablo Picasso, entre otros. El museo también mantiene una extensa colección de arte pop y arte contemporáneo de Andy Warhol, Mark Rothko, Robert Rauschenberg, Vija Celmins y Cy Twombly, Jr., entre otros. También se incluyen en la colección permanente del museo antigüedades y obras de arte bizantino, medieval y tribal.

## Historia
El museo fue diseñado por Renzo Piano y abrió al público el 4 de junio de 1987. Está gestionado por The Menil Foundation, Incorporated, una corporación benéfica sin fines de lucro establecida en 1954 cuyo propósito declarado era promover el entendimiento y la cultura, principalmente a través de las artes. Inicialmente, la Fundación también adquirió terrenos para aislarse del vecindario que rodea el museo y estructuró la administración y las operaciones de la colección. 

## Sitio
El sitio del museo ha crecido para incluir cuatro galerías satélite del edificio principal: la Cy Twombly Gallery (también diseñada por Piano); la instalación de Dan Flavin en Richmond Hall, que alberga el último encargo de Dominique de Menil (una serie de tres instalaciones específicas del sitio de Dan Flavin que se instalaron en 1998); la capilla del Fresco Bizantino ; y el Instituto de Dibujo Menil. Otro edificio fundado por los de Menil, pero que ahora funciona como una fundación independiente, es la capilla Rothko.
La Fundación Menil comenzó a comprar casas estilo bungaló en el área en la década de 1960, pintando cada una del mismo tono de gris para establecer un punto en común. Cuando se construyó el edificio del museo, se pintó lo que se conoce como "gris Menil" para coordinar con los búngalos. Aunque sutil, el resultado es un vecindario que se siente estéticamente unificado.
En 2013, el arquitecto paisajista Michael Van Valkenburgh fue designado para mejorar y expandir el campus de 30 acres de Menil Collection. El plan maestro del sitio, de David Chipperfield Architects, exige la creación de espacios verdes y pasarelas adicionales; un café; y nuevos edificios para el arte.

### Capilla Rothko

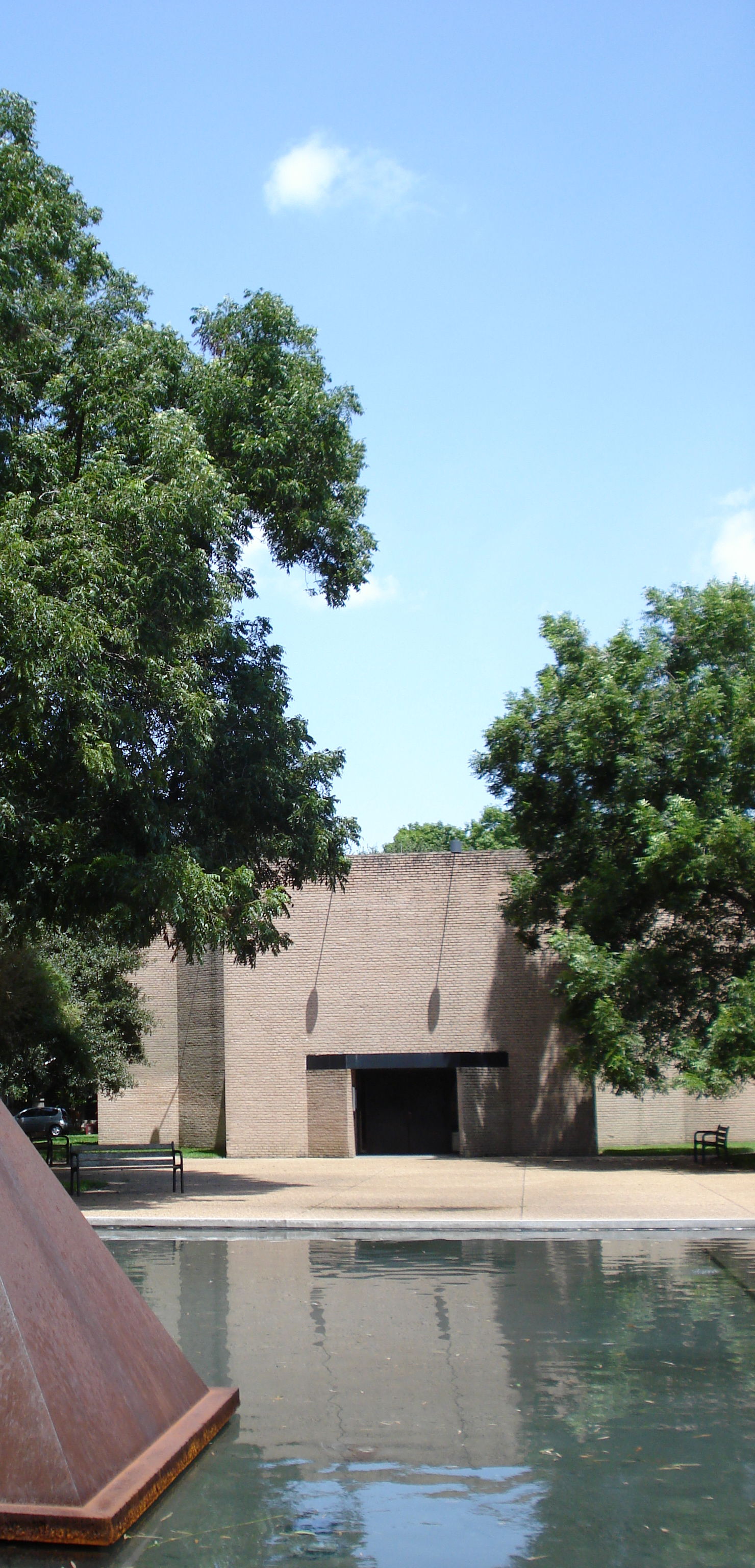
La Capilla Rothko con el Obelisco Roto de Barnett Newman en el estanque reflectante

La capilla Rothko, construida en 1971, es una capilla interreligiosa encargada por los de Menil. Cada año recibe a más de 60 000 visitantes de hasta 85 países de todo el mundo. El la entrada hay libros sagrados de varias tradiciones religiosas que se pueden utilizar en la capilla. El espacio está iluminado por el cielo, con colchonetas para arrodillarse, bancos de oración y cojines de meditación. Catorce lienzos del pintor estadounidense nacido en Rusia Mark Rothko cuelgan en el interior. La capilla Rothko es una organización independiente sin fines de lucro. En 2001 la capilla fue inscrita en el Registro Nacional de Lugares Históricos. También es una entrada destacada en el libro Sacred Places of a Lifetime: 500 of the World's Most Peaceful and Powerful Destinations de National Geographic, publicado en 2009.
Al sur de la entrada hay un espejo de agua con una escultura de Barnett Newman, Broken Obelisk, instalada en memoria del asesinado líder del movimiento por los derechos civiles Martin Luther King Jr.

### La capilla del Fresco Bizantino

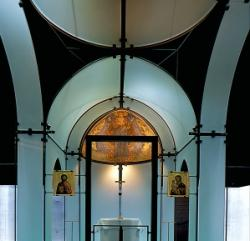
Interior de la Capilla del Fresco Bizantino que muestra la iglesia de cristal

Ubicada en un edificio separado cerca de la colección principal, la capilla del Fresco Bizantino albergaba anteriormente dos frescos bizantinos del siglo XIII, una semicúpula del ábside de la Virgen Panagia y una cúpula con una representación de Cristo conocida como Cristo Pantocrátor. Después de haber sido retirados de una iglesia en Lysi, en Chipre del Norte gracia al comercio ilegal de arte, fueron recuperados en la década de 1980. Según el museo, eran los únicos frescos de ese tipo en América. Se celebraron en el museo por acuerdo con sus propietarios, la Iglesia de Chipre.
En septiembre de 2011, la Colección Menil anunció que los frescos serían devueltos permanentemente a Chipre en febrero de 2012, un ejemplo de repatriación de arte. En enero de 2015, Menil reveló sus planes para reutilizar el antiguo espacio de la capilla consagrada como un sitio para trabajos de instalación contemporáneos a largo plazo. La primera exposición en el espacio reabierto fue «The Infinity Machine», una nueva obra encargada por Menil a Janet Cardiff y George Bures Miller.

### Pabellón Cy Twombly
En 1992, Dominique de Menil encargó a Renzo Piano que construyera un pequeño pabellón independiente dedicado a la obra de Cy Twombly, Jr. en los terrenos de la Colección Menil. En contraste con el edificio principal del museo de Menil y los bungalós que lo rodean, la Galería Cy Twombly está construida con bloques de hormigón de color arena, tiene planta cuadrada y alberga nueve galerías. Al igual que el museo principal, está iluminado a través del techo, pero aquí con un dosel externo de persianas que dan sombra al techo inclinado de vidrio a cuatro aguas, bajo el cual una cobertura de tela difunde la luz, dando una intensidad reducida de alrededor de 300 lux.

### Instituto de Dibujo Menil
El Instituto de Dibujo Menil, inaugurado en 2018, es el primer edificio desde cero en los Estados Unidos dedicado a la exhibición, estudio, almacenamiento y conservación de obras de arte modernas y contemporáneas en papel, según la Colección Menil. El estudio de arquitectura Johnston Marklee, con sede en Los Ángeles, y el estudio de arquitectura paisajista, Michael Van Valkenburgh Associates, con sede en Nueva York, diseñaron el Drawing Institute. Trabajaron en estrecha colaboración con la empresa de ingeniería estructural Guy Nordenson and Associates, con sede en Nueva York. Johnston Marklee fue seleccionado para el encargo después de ganar un concurso en el que también participaron David Chipperfield, SANAA y Tatiana Bilbao. Gilbane Building Company, con sede en Rhode Island, una subsidiaria de Gilbane, Inc., fue seleccionada como contratista general.
El edificio de 40 millones de dólares, con una superficie total de 2787 m² en dos plantas, una de ellas bajo tierra, está ubicado cerca del borde sur del campus de Menil, adyacente al Pabellón Cy Twombly y al norte de la Instalación de Dan Flavin. De escala modesta, el edificio de techo plano alcanza una altura 5 m, no más alto que los búngalos grises vecinos en el campus de 30 acres. La mitad de su espacio es de almacenamiento subterráneo, mientras que el nivel de planta baja contendrá una sala de estar central grande y flexible, alrededor 279 m² de espacio para exhibición, un claustro de estudiosos, salas para seminarios y otros eventos, y un laboratorio para la conservación, todo dispuesto alrededor de tres patios.

## Vandalismo
El 13 de junio de 2012, un visitante desfiguró un Picasso original en el museo, Mujer en un sillón rojo, usando pintura en aerosol negra para pintar un toro y un torero y la palabra Conquista. El vándalo pretendía hacer una declaración artística y alegó que no buscaba destruir la pintura, pero fue sentenciado a dos años de prisión por delito grave de grafiti y conducta delictiva.

## Administración

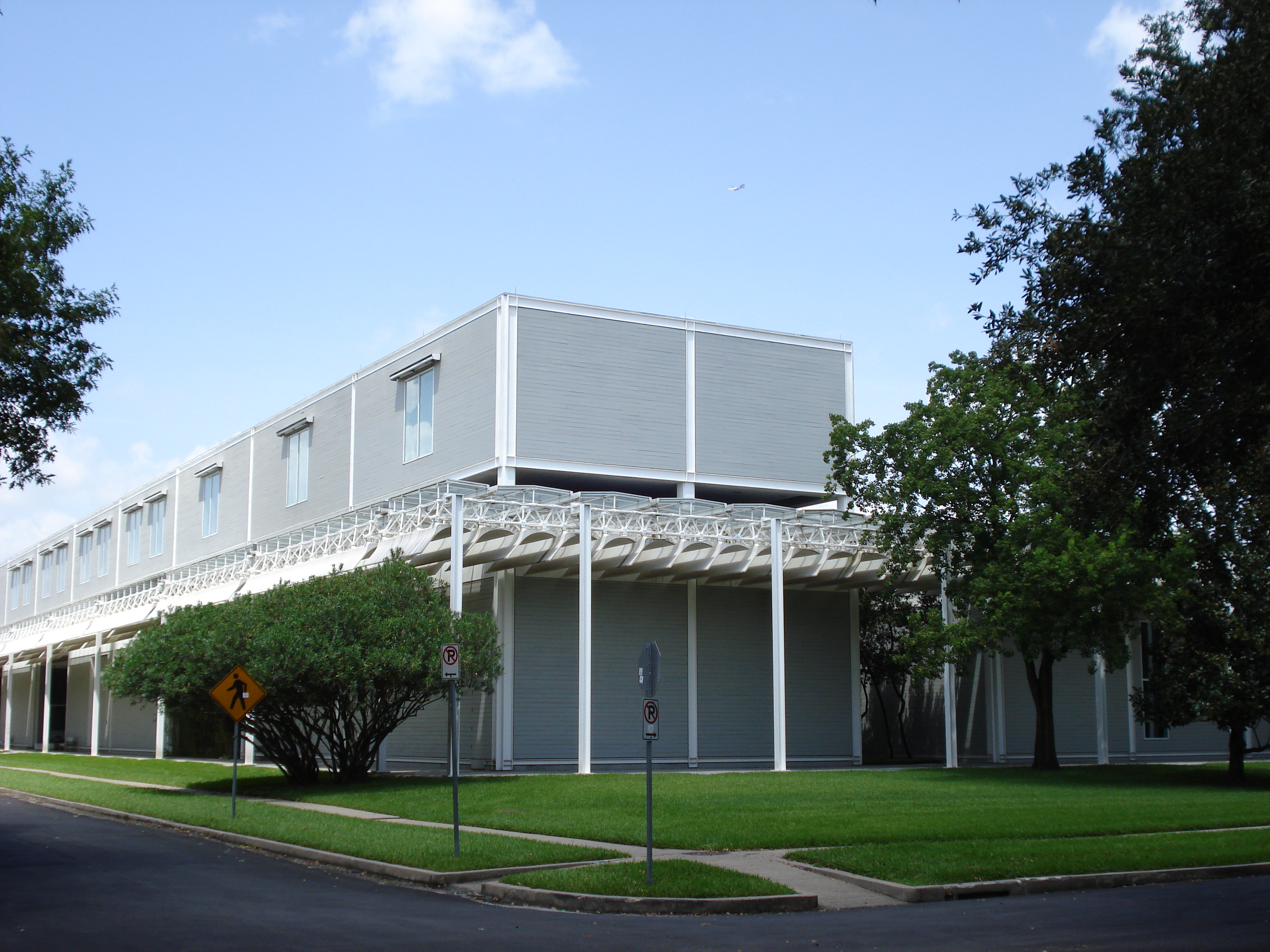
Un rincón de la Colección Menil

### Fundación Menil
El museo sigue estando gestionado por la Fundación Menil. La Fundación ha sido la única responsable de los fondos de adquisición, que durante los primeros años promediaron más de 1 millón de dólares anual, y los desembolsos operativos de entre 2,7 y 2,9 millones al año. Casi la mitad del dinero para la construcción del museo provino de fuentes externas de Houston, en particular, la Fundación Cullen y la Fundación Brown, que contribuyeron con 5 millones cada una. En 2001 la dotación de la Fundación Menil era de 200 millones. El presupuesto paga por el funcionamiento del museo y por exposiciones, investigación y catálogos.
La heredera de Brown & Root, Louisa Stude Sarofim, ha sido presidenta de la Menil Collection and Foundation desde 1998, tras la muerte de Dominique de Menil. Desde entonces, se ha convertido en la mayor donante del museo. El Patronato incluye, entre otros, a Suzanne Deal Booth.

### Directores
El primer director del museo fue Walter Hopps. Antes de unirse a la Menil Collection como director en 1983, había trabajado con la señora de Menil en la planificación del museo y de su programa. Entre 1999 y 2003, Ned Rifkin se desempeñó como director del museo; durante su mandato hubo frecuentes enfrentamientos sobre la dirección del museo y si Rifkin se estaba apartando de la visión de su fundador. Josef Helfenstein fue nombrado director en 2004. Hasta su partida en 2015, Menil duplicó su asistencia anual, aumentó la dotación en casi un 54% y agregó más de 1000 obras a la colección, incluidas piezas de Jasper Johns, Claes Oldenburg, Robert Rauschenberg, Richard Serra y Kara Walker.

### Curadores
Michelle White asumió su cargo en el Menil después de perfeccionar sus habilidades en el Museo de Arte Fogg de Harvard y en el Museo de Bellas Artes de Houston; sus esfuerzos han sido tan variados como proyectos con el colectivo de Houston Otabenga Jones & Associates (que tienen como objetivo «enseñar la verdad a la juventud negra») y la retrospectiva de dibujos de Richard Serra que viajó al Museo de Arte Moderno de San Francisco y al Museo Metropolitano de Nueva York. Han publicado sus escritos, entre otros, Flash Art y Modern Painters.